# ロード・オブ・セイラム
『ロード・オブ・セイラム』（The Lords of Salem）は、ロブ・ゾンビ監督・脚本・製作による2012年のアメリカ合衆国のホラー映画である。出演はシェリ・ムーン・ゾンビ、ブルース・デイヴィソン、ジュディ・ギーソン、パトリシア・クイン、ディー・ウォレス、ジェフ・ダニエル・フィリップス、メグ・フォスター。マサチューセッツ州セイラムの女性DJが魔女の呪いに遭遇する物語である。
撮影は2011年10月17日より始まり、2012年9月10日にトロント国際映画祭でプレミア上映された。アメリカ合衆国では2013年4月19日より限定公開された。

## ストーリー
1692年、アメリカの片田舎セイラム。“ロード・オブ・セイラム(セイラムの領主)"と名乗る7人の女性たちがサタンを呼び出したとされ、魔女裁判にかけられた。死刑を宣告された彼女たちだったが、そのうちの一人が刑の執行直前、判事とその一族の者達に呪いをかけた。
そして時が流れ現代、薬物依存症を克服中のハイジは、セイラムのラジオ局でDJをしていた。そこへ1枚のレコードが届く。差出人はザ・ロードとあった。レコードを再生すると奇怪な音とともに聞こえてくる不気味な声。
ハイジは魔女たちに死刑判決を下し、呪いをかけられた判事一族の末裔だったのだ。解き放たれた魔女の呪いは、次第にセイラムの街全体を蝕み始める。

## キャスト
- シェリ・ムーン・ゾンビ
- ブルース・デイヴィソン
- ジェフ・ダニエル・フィリップス（英語版）
- ジュディ・ギーソン
- メグ・フォスター
- パトリシア・クイン（英語版）
- ケン・フォリー
- ディー・ウォレス
- マリア・コンチータ・アロンゾ
- リチャード・ファンシー（英語版）
- アンドリュー・プライン（英語版）
- マイケル・ベリーマン
- シド・ヘイグ
- ボニータ・フリーデリシー
- トーステン・フォーゲス（英語版）
- ジュリアン・アコスタ（英語版）
- リサ・マリー
- ガブリエル・ピメンテル
- ロジャー・W・モリッシー
- ジョン5（英語版）
- ピジーD（英語版）

## サウンドトラック
映画音楽は、ジョン5が作曲した。

### トラックリスト
| #   | タイトル                         | 作詞・作曲                                            | 歌手                                                         | 時間 |
| --- | -------------------------------- | ----------------------------------------------------- | ------------------------------------------------------------ | ---- |
| 1.  | 「Open Wide The Gates」          |                                                       | メグ・フォスター                                             | 0:29 |
| 2.  | 「The Curse Of Margaret Morgan」 | ジョン5 & グリフィン・ボイス                          |                                                              | 1:59 |
| 3.  | 「Blinded By The Light」         | ブルース・スプリングスティーン                        | マンフレッド・マンズ・アース・バンド                         | 3:47 |
| 4.  | 「No Person In Number Five」     |                                                       | ジュディ・ギーソン、シェリ・ムーン・ゾンビ                   | 0:15 |
| 5.  | 「A Special Child」              | ジョン5 & グリフィン・ボイス                          |                                                              | 2:25 |
| 6.  | 「Our Philosophy」               |                                                       | トルステン・ヴォルグ                                         | 0:18 |
| 7.  | 「Crushing The Ritual」          | ロブ・ゾンビ & ジョン5                                | Leviathan The Fleeing Serpent                                | 3:53 |
| 8.  | 「Give It To Me Baby」           | リック・ジェームス                                    |                                                              | 4:08 |
| 9.  | 「Ladies Choice」                |                                                       | ジェフ・フィリップス、ケン・フォリー、シェリ・ムーン・ゾンビ | 0:12 |
| 10. | 「The Spirit Of Radio」          | ニール・パート、ゲディ・リー & アレックス・ライフソン | ラッシュ                                                     | 4:56 |
| 11. | 「Smash Or Trash」               |                                                       | シェリ・ムーン・ゾンビ、ケン・フォリー、ジェフ・フィリップス | 0:20 |
| 12. | 「The Lords Theme」              | ジョン5 & グリフィン・ボイス                          |                                                              | 0:49 |
| 13. | 「Salem Rocks」                  |                                                       | シェリ・ムーン・ゾンビ、ケン・フォリー、ジェフ・フィリップス | 0:25 |
| 14. | 「Venus in Furs」                | ルー・リード                                          | ヴェルヴェット・アンダーグラウンド                           | 5:09 |
| 15. | 「Three Sisters」                | ジョン5 & グリフィン・ボイス                          |                                                              | 2:06 |
| 16. | 「You Know What I Think?」       |                                                       | ジュディ・ギーソン、ブルース・デイヴィソン                   | 0:21 |
| 17. | 「I'll Always Know」             | ジョン5 & グリフィン・ボイス                          |                                                              | 2:38 |
| 18. | 「Apartment Five」               | ジョン5 & グリフィン・ボイス                          |                                                              | 1:30 |
| 19. | 「Lord Hear Us」                 |                                                       | ジュディ・ギーソン、パトリシア・クイン、ディー・ウォレス     | 0:35 |
| 20. | 「All Tomorrow's Parties」       | ルー・リード                                          | ヴェルヴェット・アンダーグラウンド、ニコ                     | 5:57 |
| 21. | 「WIQZ News」                    |                                                       | ドナルド・フェリックス                                       | 1:22 |

## 批評家の反応
Rotten Tomatoesでは57件のレビューで批評家の支持率は47%である。Metacriticでの加重偏差値は21件で57/100となっている。